# Schnepfenried
Le Schnepfenried (surnommée le Schnepf) est une station de ski française située dans le massif des Vosges ; dans la vallée de Munster, sur la commune de Sondernach. Le domaine skiable compte 7 remontées mécaniques et 21 pistes de ski alpin.

## Activités

### Sports d'hiver
Le domaine skiable du Schnepfenried est une station de ski moderne permettant la pratique de ski alpin et du ski nordique en famille.
La station dispose de :
- 6 téléskis et 1 fil-neige.
- 21 pistes de ski alpin : 6 vertes, 3 bleues, 7 rouges et 5 noires.

Un SnowPark est entretenu par l'association Mouv'Mountain.
La station est équipée de nombreux enneigeurs permettant un enneigement de qualité.
Un espace débutant avec un fil-neige et un jardin d'enfant est accessible pour l'apprentissage du ski. L' École de Ski Français (ESF) de la vallée de Munster dispose d'un bureau au pied des pistes. Les cours sont réservables en ligne sur le site internet.
Une piste de luge est accessible gratuitement au pied des pistes.
Une ouverture en nocturne les mardis, vendredis et samedi soir.
Un parcours nordique gratuit (classique et skating) est damé jusqu'au Markstein.
La location de matériel de ski et surf est disponible sur place.

### Activités d'été
Un mini bike-park est disponible gratuitement. Un circuit VTT passe par la station. Une borne de recharge pour vélo électrique est à disposition au Restaurant Le Panoramic.
Un parc aventure est aussi disponible.
La station est un haut lieu de la pratique du parapente. Les départs se font du côté de la Bronner.

### Restauration
Un restaurant de montagne "Restaurant le Panoramic" propose de la restauration pendant les saisons d'hiver et d'été. Accueil de groupe et de séminaires.
La Ferme auberge du Schnepenried vous fait découvrir les repas du terroir.